# Киртели
Киртели (тат. Киртәле) — село в Тетюшском районе Татарстана. Административный центр Киртелинского сельского поселения.

## География
Находится в юго-западной части Татарстана на расстоянии приблизительно 23 км на юг-юго-запад по прямой от районного центра города Тетюши.

## История
Известно с 1710 года. В 1859 году здесь имелась церковь. По местным данным в 1865 году была построена Михайловская церковь, переделанная в 1966 году под школу. В 1930 году был создан колхоз «Новый путь», позже работал колхоз «Красное Знамя».

## Население
Постоянных жителей насчитывалось в 1859 — 917, в 1880 — 1215, в 1913 — 1585, в 1926 — 1722, в 1938 — 1234, в 1949 — 852, в 1958 — 881, в 1970 — 915, в 1979 — 735, в 1989 — 570. Постоянное население составляло 483 человека (мордва 96 %) в 2002 году, 435 — в 2010. По местным данным большинство населения относится к мокшанам.